# Campethera taeniolaema
Campethera taeniolaema (дятлик смугастий) — вид дятлоподібних птахів родини дятлових (Picidae). Мешкає в регіоні Африканських Великих озер. Раніше вважався конспецифічним з гірським дятликом.

## Підвиди
Виділяють два підвиди:
- C. t. taeniolaema Reichenow & Neumann, 1895 — від крайнього сходу ДР Конго до південно-західної і східної Уганди, нагір'ів західної Кенії, західної Руанди, західного Бурунді і крайнього заходу Танзанії;
- C. t. hausburgi Sharpe, 1900 — східна і центральна Кенія, північна Танзанія.

## Поширення і екологія
Смугасті дятлики мешкають в Кенії, Танзанії, Уганді, Руанді, Бурунді і Демократичній Республіці Конго. Вони живуть на узліссях вологих гірських тропічних лісів та в долинах, на висоті від 900 до 3000 м над рівнем моря. Живляться мурахами та іншими комахами, яких шукають серед епіфітів, моху і лишайників.